# Ondina Clais Castilho
Ondina Clais Castilho (São Paulo, 6 de abril de 1970) é uma atriz e bailarina brasileira.

## Biografia
Ondina Clais iniciou sua carreira como bailarina clássica na década de oitenta. Foi aluna de Klaus e Rainer Viana, Jane Blauth, Sacha Svetloff, Neide Rossi, Ady Ador, Gaby Imparato, entre outros e em 1990 ingressou no grupo de teatro Grupo Macunaíma, dirigido por Antunes Filho, onde se tornou atriz. Dentre as montagens que realizou com o grupo se destacou como a protagonista Geni, de Toda Nudez Será Castigada, montagem comemorativa do aniversário dos 100 anos de Nelson Rodrigues e 30 anos do CPT-Sesc.
Graduada em Comunicação e Artes do Corpo pela PUC-SP, fez parte do corpo docente da Escola e Faculdade de Teatro Célia Helena de (2008-2012). Trabalhou em parceria com Nelson Baskerville na fundação da Cia Antikatártika Teatral, com a montagem de 17 x Nelson, e depois na criação dos espetáculos Porque a criança cozinha na polenta e Luiz Antônio Gabriela, da Cia Mungunzá. Em 2009 começou a trabalhar com Francisco Carlos, dramaturgo e diretor, com quem desenvolveu a pesquisa do pensamento selvagem e perspectivismo ameríndio, que culminou com as montagens Jaguar Cibernético, Crepúsculo Guarani e Relatos Efêmeros da França Antártica, dentre outras leituras dramáticas realizadas pelo Sesc. 
Em 2001, Ondina e Peter Pál Pelbart realizaram a performance filosófica Pérolas aos porcos, performance para suínos em torno de O Anti-Édipo, de Gilles Deleuze e Félix Guattari. Da parceria com o artista plástico uruguaio Victor Lema Rique, entre os anos de 2006 e 2010, nasceram seis trabalhos de vídeo-arte, que participaram de vários festivais internacionais na Grécia, Cuba, Alemanha, Portugal, Espanha e Uruguai, dentre eles se destacam Toilette, Me rendo ao crepúsculo e Siempre hay uma cama e una ventana, que integraram a exposição Intimidades do Sesc Pompeia em 2009. 
Em 2012 dirigiu Coração na bolsa em parceria com Ruy Cortez, dentro do projeto de novas dramaturgias do SESI-SP e em 2015, ao lado dele, passa a ser diretora artística da Companhia da Memória, a dar aulas em oficinas em espaços culturais e ministrar workshops. Desenvolveram juntos o projeto Pentalogia do Feminino, um conjunto de cinco peças que propõe um olhar para as dramaturgias, sob a perspectiva do feminino e da linhagem matrilinear. Começando com o monólogo Katierina Ivanovna que estreou em 2017 (onde interpreta a própria), personagem de Crime e Castigo de Dostoiévski, dirigida por Ruy Cortez e Marina Nogaeva Tenório. Seguem-se as montagens de Punk Rock de Simon Stephens, Réquiem para o desejo de Alexandre Dal Farra e As três irmãs e a semente de Romã, ainda inédita. 
Em 2013 foi uma das protagonistas da montagem brasileira de A dama do mar, dirigida por Bob Wilson.
No audiovisual fez parte do elenco de Sessão de Terapia (2014) na GNT, O Hipnotizador no papel de Madame Zoraide (2015), A vida secreta dos casais, como Elisa (2017-2018) e Coisa mais linda no papel de Esther (2018-2019) na Netflix. No cinema fez o último filme de Hector Babenco, Meu Amigo Hindu (2016), O filme da minha vida (2017) de Selton Mello, João o maestro (2017) de Mauro Lima, Vou nadar até você de Klaus Mitteldorf e Ateliê da rua do Brum de Juliano Dorneles, ainda inédito.

## Carreira

### Cinema
| Ano  | Título                             | Personagem            |
| ---- | ---------------------------------- | --------------------- |
| 2020 | Vou Nadar Até Você                 | Talia                 |
| 2017 | O Filme da Minha Vida              | Sofia Terranova       |
| 2017 | João, O Maestro                    | Alay                  |
| 2015 | Meu Amigo Hindu                    | Luiza                 |
| 2015 | O Ateliê da Rua do Brum            | Clarissa              |
| 2013 | O Bailado do Deus Morto            | Dançarina e Narradora |
| 2011 | O Encontro                         | A Mulher              |
| 2002 | Noites Brancas em Sábado de Glória | Nina e Glória         |
| 2001 | Mater Dei                          | Ana                   |
| 1996 | A Janela                           | Camila                |

### Televisão
| Ano     | Título                    | Personagem           | Notas                  |
| ------- | ------------------------- | -------------------- | ---------------------- |
| 2024    | Da Ponte Pra Lá           | Cléo                 | 5 episódios            |
| 2019-20 | Coisa Mais Linda          | Ester Carone Furtado | 11 episódios           |
| 2018    | Desnude                   | Elisa                | Episódio: Tirando Onda |
| 2017-19 | A Vida Secreta dos Casais | Elisa Andreazza      | 12 episódios           |
| 2015    | O Hipnotizador            | Madame Zoraide       | 2 episódios            |
| 2014    | Sessão de Terapia         | Neuza                | 4 episódios            |

### Ballet
- 1986 - O Guarani - corpo de baile

### Teatro
- 1991 - Nova Velha História - Amiga da Chapeuzinho Vermelho
- 1992 - Paraíso Zona Norte - Arlete
- 1993 - Trono de Sangue - Macbeth - Lady McDuff
- 1996 - Drácula - Vampira menina
- 1999 - Cantos de Maldoror - O Hermafrodita
- 1999 - Matéria Amor - Incubus Sucubus
- 2000 - Dédalus - Perséfone
- 2001 - Gothan SP - Narradora
- 2004 - Fátima - Luiza
- 2005 - Umbigo - Camila
- 2006 - 17 x Nelson - Madame Clessy, a Falecida e Ligia
- 2007 - Hamlet-Gashô - Rainha Gertrude
- 2008 - Closer - Perto Demais - Ana
- 2009 - Namorados da Catedral Bêbada - Sandra Spotlight
- 2010 - Olerê, Olará - Samba Cabaret -  Ana Gardênia
- 2011 - Jaguar Cibernético - Loira do Táxi Chuvoso
- 2013 - Toda Nudez Será Castigada - Geni
- 2013 - A Dama do Mar, de Henrik Ibsen, adaptado por Bob Wilson - Élida Wangel
- 2014 - Banana Mecânica - Medusa
- 2022 - As Três Irmãs
- 2022 - A Semente de Romã